# سیستم اچ‌وی‌دی‌سی ریو مادیرا
سیستم اچ‌وی‌دی‌سی ریو مادیرا (انگلیسی: Rio Madeira HVDC system) نظام انتقال فشارقوی جریان مستقیم واقع در برزیل است که برق تولیدی نیروگاه برق آبی واقع بر رود مادیرا، حوضه آمازون را به جنوب شرقی برزیل منتقل می‌کند.